# Billy (boekenkast)
Billy (geschreven als BILLY) is een type boekenkast van de Zweedse woonwinkel IKEA, ontworpen door Gillis Lundgren in 1978 en voor het eerst verkocht in 1979. Tussen 1979 en 2017 zijn er meer dan 60 miljoen kasten verkocht.
De kast werd ontworpen door de Zweedse ontwerper Gillis Lundgren en is door hem vernoemd naar Billy Liljedahl, een reclamemedewerker bij het hoofdkantoor van Ikea.

## Omschrijving
De boekenkast bestaat uit fineerhout, vaak afgewerkt met een witte of zwarte verflaag. Bij het in elkaar zetten van de kast wordt gebruik gemaakt van deuvels, spijkers en excenterverbinders (cam lock nuts).
De onderste, middelste en bovenste plank worden vastgemaakt met deuvels, de overige planken worden bevestigd op kunststof plankendragers.

## Trivia
- Het eerste ontwerp voor de boekenkast werd door Lundgren getekend op een zakdoekje.[1]
- Binnen de economie wordt er soms gesproken over de 'Billy-index', vergelijkbaar met Big Mac-index. Hierbij wordt de prijs van een Billy boekenkast gebruikt als maatstaf van koopkrachtpariteit, het meten van de koopkracht van twee verschillende landen. In Egypte is de kast het duurst, in Slowakije het goedkoopst.[5]

## Galerij

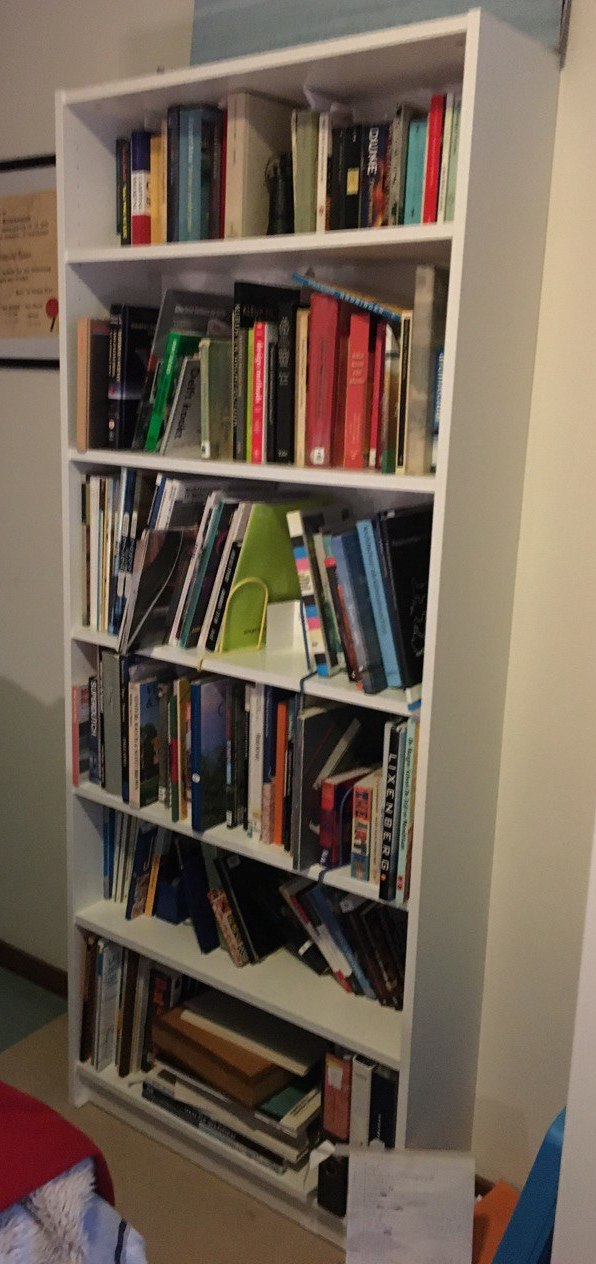
Standaarduitvoering in het wit
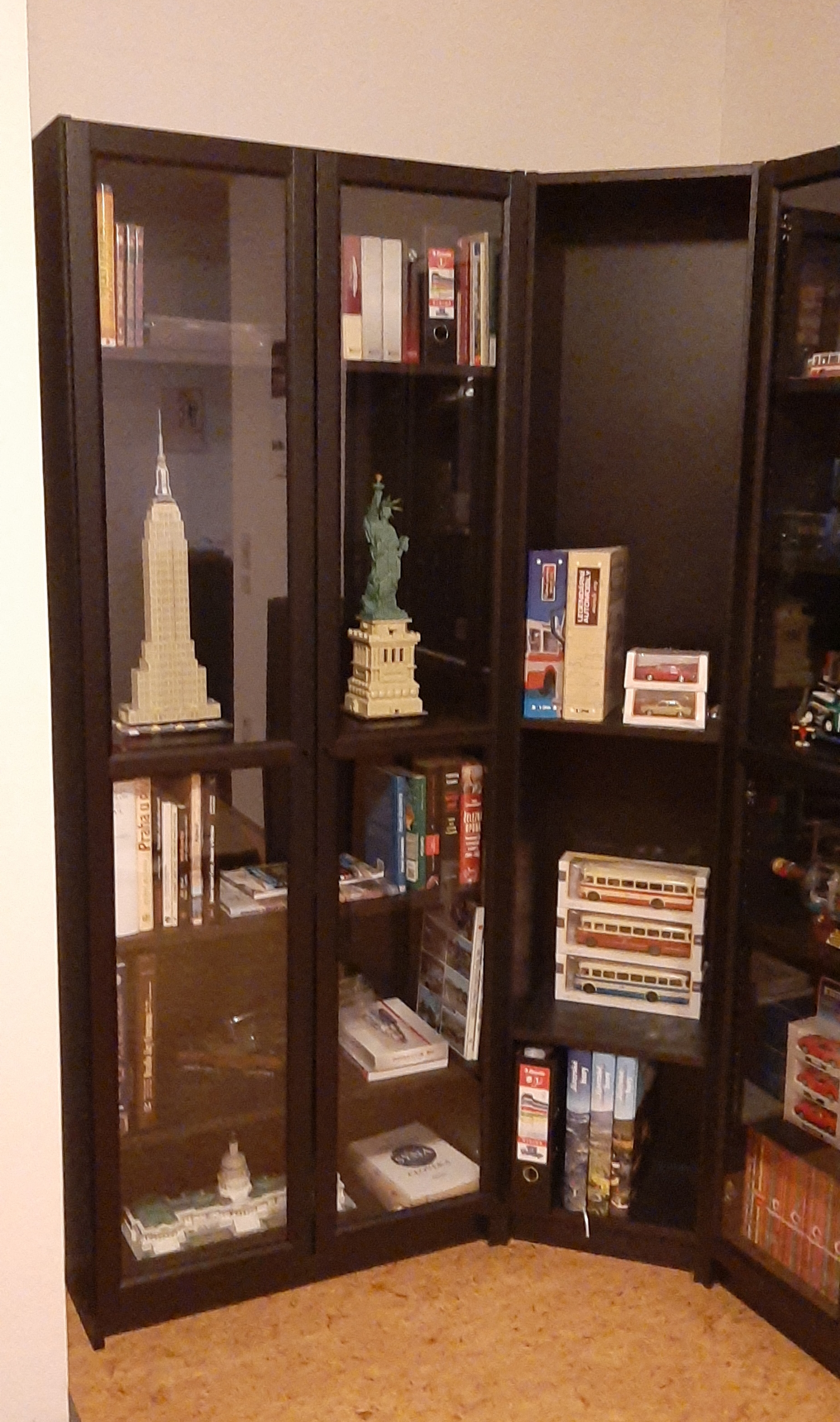
Hoekuitvoering in het zwart